# 108. вечити дерби у фудбалу
108. вечити дерби у фудбалу је фудбалска утакмица одиграна у Београду 27. септембра 1997. године, између Црвене звезде и Партизана. Утакмица се завршила резултатом 2 : 0 (1 : 0) за Црвену звезду.